# Calle San Fernando (Sevilla)
La calle San Fernando es una vía pública del casco histórico de la ciudad española de Sevilla que comunica el Prado de San Sebastián con la Puerta de Jerez.
El trazado de esta calle es recto, fruto de la planificación urbanística iniciada en el siglo XVIII, que modificó parte del trazado del arroyo Tagarete y de la muralla almohade existente.

## Historia
Inicialmente, esta calle formaba parte de los Real Alcázar en su mitad norte, mientras que en la sur se levantaba la muralla de la ciudad flanqueada por 6 torres.
El arroyo Tagarete discurría paralelo a la muralla hasta su desembocadura en las inmediaciones de la Torre del Oro. La muralla estaba situada en el eje central de la actual calle San Fernando. 
Intramuros se situaba como parte del complejo del Alcázar, la Huerta de la Alcoba descrita según las crónicas llena de árboles frutales y álamos, e intercalada con alguna construcción de la servidumbre. Cerca de la Puerta de Jerez se situaban las cocheras y una alberca que regaba la huerta.
Extramuros se encontraban algunos caminos, que atravesaban el Prado de San Sebastián, que desde época islámica se conoce que estaba sometido a las periódicas inundaciones del arroyo Tagarete y el río Guadalquivir, utilizándose como zona de pasto de ganado, uso que continúa tras la reconquista cristiana y se mantiene hasta el siglo XIX.
Tras la construcción en 1682 del actual palacio de San Telmo, toda la zona comienza a modificarse, acelerándose estos cambios con la construcción de la Real Fábrica de Tabacos. 
El encauzamiento y abovedamiento del Tagarete, que discurría entre la fábrica y la muralla, posibilitó la creación de una gran explanada, llamada de la Fama, delimitada al Este por la capilla de la Fábrica y al Oeste por el edificio de la Cárcel. La fachada principal de la fábrica se situaba al Norte, donde se encontraba la muralla, ya desprovista de torres y barbacana en ese tramo.
La muralla, por su parte, se rehace construyéndose en el centro una puerta de conexión con la calle San Fernando, recién creada. Esta vía se define en 1759 con la construcción de la monumental Puerta Nueva, al Este. De esta manera, queda configurada como una vía intramuros asociada a la Fábrica de Tabacos y como eje de comunicación entre la Puerta Nueva y la Puerta de Jerez. Toda la acera Norte hasta la Puerta de Jerez quedaría ocupada por casas destinadas a los empleados de la Fábrica, marcándose la anchura de la calle en 10 metros. 
Con la celebración de la Feria de Abril en el Prado de San Sebastián, a mediados del siglo XIX y la posterior construcción de la estación de ferrocarril de San Bernardo, la calle San Fernando aumenta su importancia como eje de comunicación de la ciudad. Esta circunstancia, unida al imparable proceso de demolición de puertas y murallas, acelerado a partir de la Revolución de 1868, potencia la idea de la ampliación de la calle San Fernando a costa del recinto fortificado. La Puerta de Jerez se derriba en 1864. Posteriormente, en 1868, le seguirán el lienzo de muralla y la Puerta Nueva.
Sin embargo, la ampliación de la calzada no se produjo en un primer momento, ya que sobre los restos del lienzo de la muralla se instaló una verja de delimitación con la Fábrica de Tabacos. Fue entre 1919 y 1923 cuando esta verja se desplaza unos metros hacia el Sur, hasta su ubicación actual, conformándose así el trazado actual de la calle San Fernando.

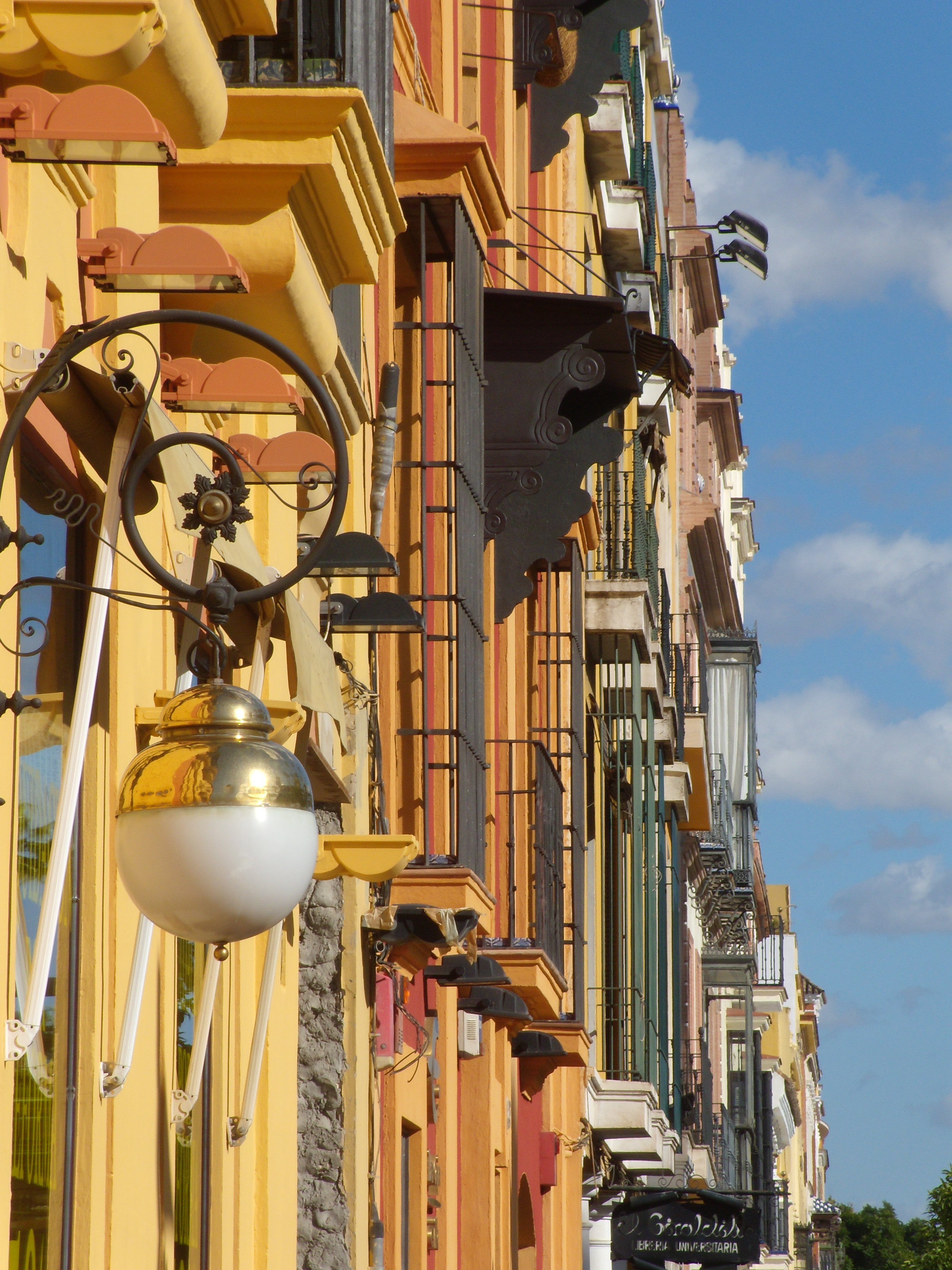
Fachada de los edificios de la calle San Fernando.